# Старопланинска зона
Старопланинската зона е една от областите разположена в средата на България . Старопланинската природно-географска област е разположена почти в средата на България. Представлява сложна система от успоредни вериги и ридове. Отнася се към Алпо-Хималайската младонагъната планинска система. Със своето разположение, надморска височина и голяма дължина, тя е своеобразна граница между природния облик на северната и южната част на България. Чрез своите природни дадености тази област формира значителна част от природно-ресурсния потенциал на страната ни. Включва две природно-географски единици – Предбалкан и Главна Старопланинска верига.

## Географско положение
Предбалканът заема преходно положение между Дунавската равнина и Стара планина. Тази преходност е изразена както в морфогрофията и морфометрията, така и в останалите компоненти на природната среда. На север границата не е ясно изразена – минава по северните подножия на предбалканските ридове Връшка чука, Венец, Широка планина, Маркова могила, Деветашкото плато, Търновските височини, Преславска планина и южно от Провадийското плато по долината на р. Камчия стига до Черно море.
Южната граница от запад на изток се проследява от Салашко-Превалското структурно понижение, през долините на реките Бързия и Ботуня, южното подножие на Врачанска планина, по р. Искър до Зверино, заобикаля планината Ржана от север и навлиза в Ботевградската котловина. На изток от нея границата минава през Правешката котловина и р. Малки Искър, пресича най-горните течения на реките Вит, Осъм, Видима и Росица, продължава на изток през Габровското, Тревненското, Еленското и Герловското хълмисто-ридово понижение, следва северното подножие на Камчийска планина и по р. Двойница достига до Черно море. На запад Предбалканът граничи с държавната ни граница със Сърбия, а на изток – с областта на Черноморското крайбрежие.
В тези граници Предбалканът заема цяла България, затова се нарича гръбнакът на България.

## Физикогеографски области в Старопланинската зона
Предбалкан

Стара планина

Задбалкански котловини

Средногорие

## Деление на Предбалкана
Западна част – от долината на река Тимок до долината на горното течение на река Малък Искър

- Белоградчишки скали

- пещери на река Тимок до долината на горното течение на река Малък Искър

Средна част – от река Малък Искър до долината на река Стара

- в. Васильов (1490 м.) във Васольовска планина

- платото Стражата

Източна част – от долината на река Стара до Черно море

- ридове Антоновски, Сланник, Лиса

- проломите на река Камчия и притоците й

## Климат
Влажен умерено-континентален климат със средна годишна температура 10-11 градуса по Целзий. Най-ниската температура е измерена в Севлиевската котловина (-35.4 градуса по Целзий). Тя се доближава до абсолютния минимум за страната, измерен в Трън (-38.9 градуса по Целзий). Ветровете са с различна посока, но преобладават западните. Има и проява на фьон през пролетта.

## Води
В Стара планина има Карстови води. Карстовите извори са в Западна Стара планина и в Западен и Среден Предбалкан. Минералните извори са при Вършец, Шипково, Вонеща вода.
Стара планина се намира в хидроложката област с умереноконтинентално влияние и снежно-дъждовно подхранване (с изключение на източните части).
Зоналните особености на водния режим са обусловени от умерено-континенталния климат, но също са диференцирани от орографията и карста.
Грунтовите води се формират при сложното съчетание от водопропускливостта на почвата, скалите, геоложката структура, ролята на някои земеповърхни форми, климатичните условия, растителната покривка и антропогенната дейност. Най-благоприятни условия за формиране на грунтови води съществуват в алувиалните наслаги на речните тераси.
Релефът и петрографията внасят големи промени в зоналността на подземните води. Тя се характеризира със следното: първо – широкото разпространение на мергелни и глинесто-песъчливи наслаги обуславя липсата на подземни води дори на голяма дълбочина (южната част на Предбалкана до р. Голяма Камчия); второ – наличността на окарстени варовици, които участват в строежа на антиклиналите и синклиналите в редица райони е благоприятно условие за концентрация на подземни води. Те подхранват карстовите извори при Монтана, Ловеч и вторият по големина картсов извор в България – Глава Панега – 2500 л/сек.
Важно богатство са минералните води при Шипково (Троянско), Вонеща вода и др.
Местните реки се подхранват главно от повърхностни води. По-голямата част от преминаващите през Предбалкана реки водят началото си от Стара планина и се характеризират с добре изразен континентален режим – пролетно пълноводие и лятно-есенно маловодие. В Предбалкана те приемат значителен брой притоци и увеличават водоносността си. В Предбалкана се образуват и някои малки реки – Цибрица, Скът, Врана и др. В тези реки, поради малката височина на водосборните им басейни и незначителното снегозадържане, средномесечният максимум на оттока настъпва през март, а при р. Врана дори през февруари. В средната част на Предбалкана, поради обложните валежи през месеците май и юни, се формират значителни речни прииждания. На р. Росица при проливни валежи през 1939 г. е зарегистрирано най-големия модул – около 6000 л/сек/км2.
Дренирането на голямо количество карстови подземни води в Предбалкана увеличава значително подземната съставка на реките. С обилно карстово подхранване са реките Калник, Каменика (десни притоци на р. Вит) и р. Панега.
Повърхностните и подземните води се използват преди всичко за напояване и водоснабдяване. За регулиране на оттока на реките в Предбалкана са построени няколко язовира – яз. „Ал. Стамболийски“, яз. „Тича“ и значителен брой малки язовири („Сопот“, „Ястребино“ и др.).

## Почви
Тук преобладават сиви горски, кафяви, тъмносиви (на юг) и хумусно-карбонатни, наречени рендзини, почви.

## Растителност
Обликът на растителната покривка се определя от дървесните и храстови формации, представени от благун, цер, келяв габър и др. и по-рядко от сребриста липа, габър, горун, бук. Днес тези видове представляват остатъци от просторни гори, които са съществували в миналото.
В състава на подлесния етаж се срещат леската, шипката, глогът, дрянът и др. В областта са създадени иглолистни гори (около 30%) върху голи площи, а също и в насаждения. Представени са главно от черен и бял бор, по-рядко от ела, лиственица, смърч и други видове.
Тревните екосистеми са формирани главно от садина, белизма, луковична ливаднина, власатка, полевица и др.

## Животински свят
Животинският свят е смесица от равнинни и планински видове – глиган, благороден елен, сърна, сънливец, горска полевка, глухар и др. Характерни за високата планина са дивата коза, алпийската гарга, орелът, усойницата, пъстрият дъждовник, алпийският тритон и др.

## Трудова дейност на хората
В Старопланинската област се развива животновъдството и земеделие. Отглеждат се овес, ръж, картофи, сливи, малини и други. На големите реки са построени водни електроцентрали. Развива се и туризмът.